# Жюрбиз
Жюрби́з (фр. Jurbise, валлон. Djurbize / Djurbîse, пикард. Djurbize, нидерл. Jurbeke) — коммуна в Валлонии, расположенная в провинции Эно, округ Монс. Принадлежит Французскому языковому сообществу Бельгии. На площади 57,86 км² проживают 9571 человек (плотность населения — 165 чел./км²), из которых 47,39 % — мужчины и 52,61 % — женщины. Средний годовой доход на душу населения в 2003 году составлял 12 986 евро.
Почтовый код: 7050. Телефонный код: 065.